# Потік Стокса

Об'єкт, що рухається через a газ або рідину знаходиться під дією сили в напрямку, протилежному його руху. Кінцева швидкість досягається тоді, коли сила опору дорівнює за величиною, але протилежна за напрямком до сили що приводить в рух об'єкт. Показана сфера в потоці Стокса, при дуже низькому числі Рейнольдса.

Потік Стокса (названий в честь Джорджа Габріеля Стокса), течія Стокса , або ж повзучий потік — це тип потоку рідини, де адвективні інерційні сили малі порівняно з в'язкими силами. Число Рейнольдса при цьому мале, тобто {\displaystyle {\textit {Re}}\ll 1}. Це типова ситуація в потоках, де швидкості рідини є дуже малими, в'язкості дуже великі, або довжина/масштаби течії дуже малі. Повзучий потік був вперше досліджений, для розуміння процесу змащування. У природі цей тип потоку зустрічається в плаванні мікроорганізмів і сперми, і потоці лави. У техніці це відбувається в фарбах, MEMS-пристроях і в потоці в'язких полімерів загалом.
Рівняння руху для потоку Стокса, які називаються рівняннями Стокса є лінеаризацією рівнянь Нав'є-Стокса, і отже, можуть бути розв'язані багатьма добре відомими методами для лінійних диференціальних рівнянь. Основна функція Гріна потоку Стокса називається Stokeslet,  її пов'язують з сингулярною точковою силою що діє в потоці Стокса. Інші фундаментальні розв'язки можуть бути отримані з її похідних.

## Рівняння Стокса
Рівняння руху для потоку Стокса може бути отримане з лінеаризації рівнянь Нав'є-Стокса для стаціонарного стану. Припускається, що інерціальні сили є нехтовно малими в рівнянні балансу імпульсу серед рівнянь Нав'є-Стокса, що приводить до спрощення цих рівнянь до рівнянь Стокса:
{\displaystyle {\boldsymbol {\nabla }}\cdot \mathbb {P} +\mathbf {f} =0}
де {\displaystyle \scriptstyle \mathbb {P} } це тензор механічних напружень що відображає в'язкі та тискові напруження,, а {\displaystyle \scriptstyle \mathbf {f} } сила прикладена до тіла. Повні рівняння Стокса включають також рівняння збереження маси яке часто записують у формі:
{\displaystyle {\frac {D\rho }{Dt}}+\rho \nabla \cdot \mathbf {u} =0}
де {\displaystyle \scriptstyle \rho } це густина флюїду, {\displaystyle \scriptstyle \mathbf {u} } це швидкість флюїду, а {\displaystyle \scriptstyle {\frac {D}{Dt}}} це похідна Лагранжа. Щоб отримати рівняння руху для нестисливого потоку, припускають, що густина {\displaystyle \scriptstyle \rho } є сталою величиною.

### Властивості
Рівняння Стокса репрезентують собою значне спрощення повної системи рівнянь Нав'є-Стокса, особливо в нестисливому ньютонівському випадку. Вони є спрощенням найвищого порядку, дійсним в відміченій границі {\displaystyle Re\to 0.}
Миттєвість
Потік Стокса не залежить від час окрім випадку часово-залежних крайових умов. Це означає, що задавши крайові умови для потоку Стокса, сам потік можна знайти не знаючи його ні в який момент часу.
Часова оборотність
Це наслідок попередньої властивості. Часова оборотність означає що часово-обернений потік Стокса є розв'язком тих самих рівнянь як і звичайний потік. Цю властивість деколи використовують (разом з лінійністю і симетрією в граничних умовах) щоб вивести деякі результати щодо потоку не розв'язуючи рівняння. Часова оберненість означає що буде важко змішати дві рідини використовуючи такий повзучий потік.
Ці властивості притаманні нестисливому ньютонівському потоку Стокса, для нелінійної і деколи часово-залежної природи неньютонівських рідин вони в загальному випадку не виконуються.
Парадокс Стокса
Цікава властивість потоку Стокса відома як парадокс Стокса: полягає в тому що не існує потоку Стокса навколо диску в двох вимірах, або еквівалентно, не існує не-тривіального розв'язку рівнянь Стокса навколо нескінченно довгого циліндра.

### Демонстрація часової оборотності
Система Тейлора-Куетта може створювати спіральні ламінарні потоки. Два флюїди з дуже різними в'язкостями (і отже дуже низьким числом Рейнольдса) створюють спіральний ламінарний потік який може бути згодом повернений в приблизно початковий стан. Це створює неймовірну демонстрацію, наче дві рідини що змішалися легко розмішуються знов на дві окремі просто зміною напрямку змішувача на протилежний.